# Beire-le-Châtel
Beire-le-Châtel település Franciaországban, Côte-d’Or megyében. Lakosainak száma 907 fő (2022. január 1.). Beire-le-Châtel Bèze, Arceau, Spoy, Tanay, Viévigne, Brognon, Lux és Magny-Saint-Médard községekkel határos.

## Népesség
A település népességének változása:
| Lakosok száma | 502  | 552  | 539  | 775  | 807  | 835  | 860  | 875  | 886  | 907  |
|               | 1968 | 1982 | 1990 | 2006 | 2013 | 2015 | 2017 | 2019 | 2020 | 2022 |